# Liefdadigheid (Del Sarto)
Liefdadigheid (Frans: La Charité) is een schilderij van Andrea del Sarto uit 1518.  Het maakt deel uit van de collectie van het Louvre in Parijs, waar het te zien is in de Grande Galerie.

## Herkomst
Het werk is een van de zeldzame getuigenissen van Andrea del Sarto's artistieke aanwezigheid in Frankrijk aan het hof van Frans I. Het is het enige werk dat met zekerheid kan worden toegeschreven aan deze periode tussen juni 1518 en maart 1519 dankzij de inscriptie op de cartellino linksonder:  ANDREAS. SARTUS. FLORENTINUS. ME PINXIT MDXVIII. Het is speciaal voor de koning gemaakt.
In de National Gallery of Art in Washington bevindt zich een Caritas van Del Sarto die veel later is gemaakt (1530).

## Voorstelling
Het schilderij is een personificatie van liefdadigheid (Caritas) vergezeld van haar traditionele attributen: de kinderen die ze beschermt en verzorgt, de brandende vaas naast haar en op de voorgrond een granaatappel, symbool van overvloed. De scène is als een piramide opgebouwd. In de Toscaanse kunst uit die tijd werd veelvuldig van deze vorm gebruik gemaakt, bijvoorbeeld door Leonardo da Vinci en Rafaël. De vrouwenfiguur, die veel weg heeft van een madonna, houdt twee kinderen op haar schoot, van wie er één borstvoeding krijgt en het andere een paar hazelnoten in zijn hand houdt. Het derde kind, dat rust op een rotsblok waarover een stuk azuurblauwe stof ligt, verstoort het compositorische evenwicht. Het geïdealiseerde landschap op de achtergrond toont een kleine berg, naar rechts aflopend, met struiken, een kasteel en enkele figuren.
De plasticiteit van de figuren doet denken aan het werk van Michelangelo, terwijl de kleurvlakken die een krijtachtige indruk maken, erg origineel zijn. De trompe-l'oeil van de cartellino en de vele bloemen die onder in het werk te zien zijn, kunnen ontleend zijn aan de noordelijke schilderkunst waarmee Andrea del Sarto aan het Franse hof in aanraking kwam. Wellicht zijn ze toegevoegd om aan de smaak van de koning tegemoet te komen.

## Afbeelding

Caritas (1530)